# 北傑曼尼鎮區 (明尼蘇達州沃迪納縣)
北傑曼尼鎮區（英語：North Germany Township）是位於美國明尼蘇達州沃迪納縣的一個行政鎮區。

## 地方資料
北傑曼尼鎮區的面積為93.18平方千米，當中陸地面積為93.16平方千米，而水域面積為0.20平方千米。根據2020年美國人口普查的數據，當地共有人口290人，而人口密度為每平方千米3.11人。